# Ophion virus
Ophion virus là một loài tò vò trong họ Ichneumonidae.